# 這就是生活 (動畫)
「這就是生活」（英語：Slice of Life；又譯：點滴人生）是美加合拍系列動畫《彩虹小馬：友情就是魔法》第五季的第9集，也是整个系列的第100集，孩之寶及旗下子公司也將本集視為該系列開播以來重大的里程碑。本集由吉姆·米勒執導，M·A·拉森撰寫劇本，Devon Cody擔任執行製作，並在2015年6月13日於Discovery Family频道播出。
本集描述在主角六馬（紫悅、雲寶、柔柔、碧琪、蘋果嘉兒和珍奇）忙著抵擋怪獸入侵小馬村時，鎮民們正努力的籌備規劃暴躁奇和瑪蒂達的婚禮事宜。本集主要聚焦於深受小馬迷歡迎的背景角色及配角，同時也是孩之寶與劇組為了慶祝動畫影集的成功，而獻給小馬迷們的禮物，並向眾多同人作品致敬。

## 故事情節
未婚夫妻的暴躁奇和瑪蒂達意外發現婚禮邀請函上的日期印錯了，但邀請函早已被小呆發送到全小馬村了，而身為婚禮策劃人的碧琪正與她的朋友紫悅、雲寶、柔柔、蘋果嘉兒和珍奇聯合對抗蟲蟲熊（半蟲半熊的生物）。由於主角六馬忙於抵禦怪獸入侵，因此小馬村的居民只好開始自行籌備婚禮，而每個角色在籌備的過程中皆有遇到困難與事件。

## 外部連結
- 互联网电影数据库上這就是生活的资料（英文）